# Warning (chanson d'Incubus)
Pour les articles homonymes, voir Warning.
Singles de Incubus
Wish You Were Here Nice to Know You
Warning (ou parfois Warning!) est une chanson du groupe de rock alternatif américain Incubus, second single de leur album Morning View, paru en 2001.
Le message général de la chanson est de profiter de sa vie à chaque instant qui passe, car il pourrait toujours être le dernier : « When she woke in the morning / She knew that her life had passed her by / And she called out a warning : / 'Don't ever let life pass you by' » dans le refrain.

## Pistes
CD promotionnel 
| No | Titre                              | Durée |
| -- | ---------------------------------- | ----- |
| 1. | Wish You Were Here (version radio) |       |
| 2. | Wish You Were Here (version album) |       |